# Heinrich Klinger (Architekt)
Heinrich Klinger (* 2. Juni 1896 in Graz; † 25. April 1947 ebenda) war ein österreichischer Architekt und Maler.

## Leben
Heinrich Klinger wurde am 2. Juni 1896 in Graz geboren. Nach dem Abschluss seines Architekturstudiums, das er von 1918 bis 1922 an der Technischen Hochschule Graz absolviert hatte, wirkte er in weiterer Folge von 1923 bis 1925 als Assistent an besagter Hochschule. Daneben trat er ab 1923 gemeinsam mit Rudolf Giendl  als beratender Architekt in Erscheinung und war daraufhin ab 1932 als selbstständiger Architekt tätig. Klinger, der Mitglied des Steiermärkischen Werkbundes war, trat unter anderem als leitender Architekt für den Wiederaufbau der 1926 abgebrannten Ortschaft Draiach im nordöstlichen Gemeindegebiet von Aflenz in Erscheinung und war im Jahre 1927 Abteilungsarchitekt bei der Gastwirteausstellung in Graz.
Ab 1930 war er zudem ständiger Berater in allen Baufragen der Kaufmännischen Großeinkaufsgenossenschaft in Graz. Zu seinen Arbeiten zählen, neben der Baureifmachung der ehemals Ludwigschen Maschinenfabrik mit Erstellung von sieben Umbauten als Ein- und Mehrfamilienhäusern, der Bau zahlreicher Einfamilienhäuser in Graz und in der übrigen Steiermark oder der Bau von Siedlungshäusern in Graz-Eggenberg. Weiters trat er bei Geschäftsumbauten, der Innengestaltung verschiedener Bauten, bei Portalgestaltungen und Fassadenumbauten oder dem Schulhauszubau in Fohnsdorf in Erscheinung. Zusammen mit Rudolf Giendl zeigte er sich auch für die damalige Gestaltung des Stukitzbades in Graz-Andritz verantwortlich. Von Klinger stammen auch die Teilverbauungspläne aus dem Verbauungsplan von Graz und Parzellierungen im Ausmaß von run 20 Hektar in Graz-Puntigam, Andritz und Fohnsdorf.
Neben seiner Tätigkeit als Architekt betätigte er sich auch als Zeichner und Aquarellist, wobei er seine Werke unter anderem im Jahre 1942 in der Neuen Galerie Graz ausstellte. Von 1941 bis 1945 war Klinger zudem Leiter des Heeresbauamtes Graz. Zudem wurde er zeitlebens vielfach geehrt und ausgezeichnet, so unter anderem mit der Silbernen Medaille der Stadt Graz (1926), der Goldenen Staatsmedaille (1927), dem Goldenen Verdienstzeichen der Republik Österreich (1929) oder dem Österreichischen Staatspreis Architektur (1934). Am 25. April 1947 verstarb Klinger 50-jährig in seiner Geburts- und Heimatstadt Graz.

## Werk (Auswahl)
- Zahlreiche Einfamilienhäuser in Graz
- Zahlreiche Einfamilienhäuser in der übrigen Steiermark
- Siedlungshäuser in Eggenberg
- Geschäftsumbauten
- Innenausgestaltungen verschiedener Bauten
- Portalgestaltungen
- Fassadenumbauten
- Schulhauszubau Fohnsdorf
- Stukitzbad in Graz-Andritz (gemeinsam mit Rudolf Giendl)
- Wiederaufbau der Ortschaft Draiach (als leitender Architekt)
- Baureifmachung der ehemals Ludwigschen Maschinenfabrik mit Erstellung von sieben Umbauten als Ein- und Mehrfamilienhäusern